# ライアン・マシューズ (アメリカンフットボール)
ライアン・マシューズ（Ryan Matthews 1987年10月10日- ）はカリフォルニア州リバーサイド出身のアメリカンフットボール選手。現在フリーエージェント。ポジションはランニングバック。

## 経歴

### プロ入りまで
黒人の父親と白人の母親の間に生まれた。彼が生まれたとき、母親はまだ16歳であった。父親とは数回しか会うことがなく、彼と母親は最初の4ヶ月を1969年式のオールズモビルで過ごした。彼が子どもの時、母親と共にベイカーズフィールドから南東に35マイルのテハチャッピに引っ越した。そして母親は生活のため、複数の仕事を掛け持ちで行った。5歳の時からライアンはフットボールを始めた。彼女の母親は必ず試合を見に行った。
中学を卒業するとともに、彼はベイカーズフィールドの高校に入学、そこでランニングバック、クォーターバック、ラインバッカーとしてプレーした。2年の時、オフェンスでは1,104ヤードを走って18TD、ディフェンスでは97タックル、16サックをあげた。3年の時には3,396ヤード（平均9.97ヤード）を走り44TD、QBとしても851ヤードのパスを投げて11TDをあげた。この年彼は州のファーストチーム、オールアメリカンのセカンドチームに選ばれた。
アリゾナ州立大学、コロラド大学、ネバダ大学、ワシントン大学、UCLAからのリクルーティングもあったが、彼はカリフォルニア州立大学フレズノ校を選んだ。
大学1年次には145回のキャリーで866ヤードを走り、14TDをあげた。平均獲得ヤードとTD数はこの年の全米の1年生トップの数字であった。2年次には開幕から4試合経過したところで、ラン獲得ヤード、TD数で全米のトップ10に入った。開幕から4試合目のUCLA戦では166ヤードを走り2TDをあげたが、この試合でひざを負傷してしまった。その後3試合での出場機会はほとんど無く、最後の5試合は欠場、113回のキャリーで606ヤード、8TDでシーズンを終えた。
3年次の2009年には、12試合に出場し、全米トップの1,808ヤード（平均150.67ヤード）、19TDをあげた。なお1試合を脳震盪のため欠場している。この年、CBSスポーツ、スポーツ・イラストレイテッド、AP通信よりオールアメリカンセカンドチームに選ばれた。
12月に大学4年次には進まず、ドラフトにアーリーエントリーすることを表明した。
ドラフト前のスカウティング・コンバインの40ヤード走では4秒45の記録を出している。

### NFL
2010年のNFLドラフトではラダニアン・トムリンソンの後継者を探すサンディエゴ・チャージャーズがトレードアップを行い、1巡12位で彼は指名された。フレズノからドラフトで指名された選手としては2002年全体1位指名のデビッド・カー、1994年全体6位氏名のトレント・ディルファーに次ぐ史上3番目の早さであった。
チームとの契約は遅れて、トレーニングキャンプをホールドアウトし、8月1日に5年間2,665万ドル（1,500万ドルの保障）で契約を結んだ。
第2週のジャクソンビル・ジャガーズ戦で足首を痛めて、翌週の試合に欠場した。
2011年、第3週のカンザスシティ・チーフス戦では19回のランで94ヤード、2TDをあげて勝利に貢献した。11月27日のデンバー・ブロンコス戦では22回のランで137ヤードを獲得したが、チームは6連敗を喫した。
この年14試合に出場し、1,091ヤード、6TD、、レシーブ50回で455ヤードを獲得した。
この年、レイ・ライスの代わりにプロボウルに選ばれた。
2012年、7月30日に交通事故を起こし、軽傷を負った。8月のプレシーズンゲームで鎖骨を骨折、復帰は10月頃の見込となっている。
2013年、キャリアで初めて全16試合に出場、この年NFLトップとなる6試合で100ヤード以上を走り、合計1255ヤードを走った。オーバータイムにもつれた第17週のカンザスシティ・チーフス戦では24回のランで自己ベストの144ヤードを走り、27-24での勝利に貢献した。デンバー・ブロンコスとのディビジョナルプレーオフでは5回のランで26ヤードの獲得にとどまり、チームは17-24で敗れた。
2014年、第2週のシアトル・シーホークス戦でMCLを痛めて7試合に欠場、第14週のニューイングランド・ペイトリオッツ戦で足首を負傷し、シーズン残り試合を欠場した。
2015年3月12日、フィラデルフィア・イーグルスと契約を結んだ。

## 人物
子どもの頃、サンディエゴ・チャージャーズのファンであり、ラダニアン・トムリンソンのランニングスタイルに憧れていた。彼は大学で、トムリンソンの背番号と同じ21番を着けた。